# Rouské
Rouské je obec v okrese Přerov v Olomouckém kraji. Žije zde 272 obyvatel.

## Název
Původní jméno vesnice bylo Ruské, bylo odvozeno od etnického jména Rus. Teprve v 19. století se objevilo zakončení -sko. Dvojhláska v první slabice je nářečního původu, vznikla ze zdloužené podoby Rúské.

## Historie
První písemná zmínka o obci pochází z roku 1317 (villa Ruske).

## Obyvatelstvo
| Rok            | 1869 | 1880 | 1890 | 1900 | 1910 | 1921 | 1930 | 1950 | 1961 | 1970 | 1980 | 1991 | 2001 | 2011 | 2021 |
| -------------- | ---- | ---- | ---- | ---- | ---- | ---- | ---- | ---- | ---- | ---- | ---- | ---- | ---- | ---- | ---- |
| Počet obyvatel | 316  | 357  | 350  | 353  | 352  | 366  | 337  | 329  | 306  | 282  | 265  | 254  | 249  | 240  | 263  |
| Počet domů     | 48   | 53   | 57   | 57   | 57   | 57   | 65   | 65   | 61   | 61   | 61   | 68   | 64   | 78   | 83   |

## Obecní správa
Mezi lety 1869–1983 Rouské bylo obcí v okrese Holešov (1869), poté v okrese Hranice (1880–1950) a později v okrese Přerov. Od 1. července 1983 do 23. listopadu 1990 patřilo jako část obce k Všechovicím a od 24. listopadu 1990 je opět samostatnou obcí.

### Obecní symboly
Znak a vlajka byly obci uděleny rozhodnutím předsedy Poslanecké sněmovny Parlamentu České republiky dne 21. června 1999.

## Pamětihodnosti
- Socha svatého Jana Nepomuckého, barokní socha datovaná 1781

## Galerie

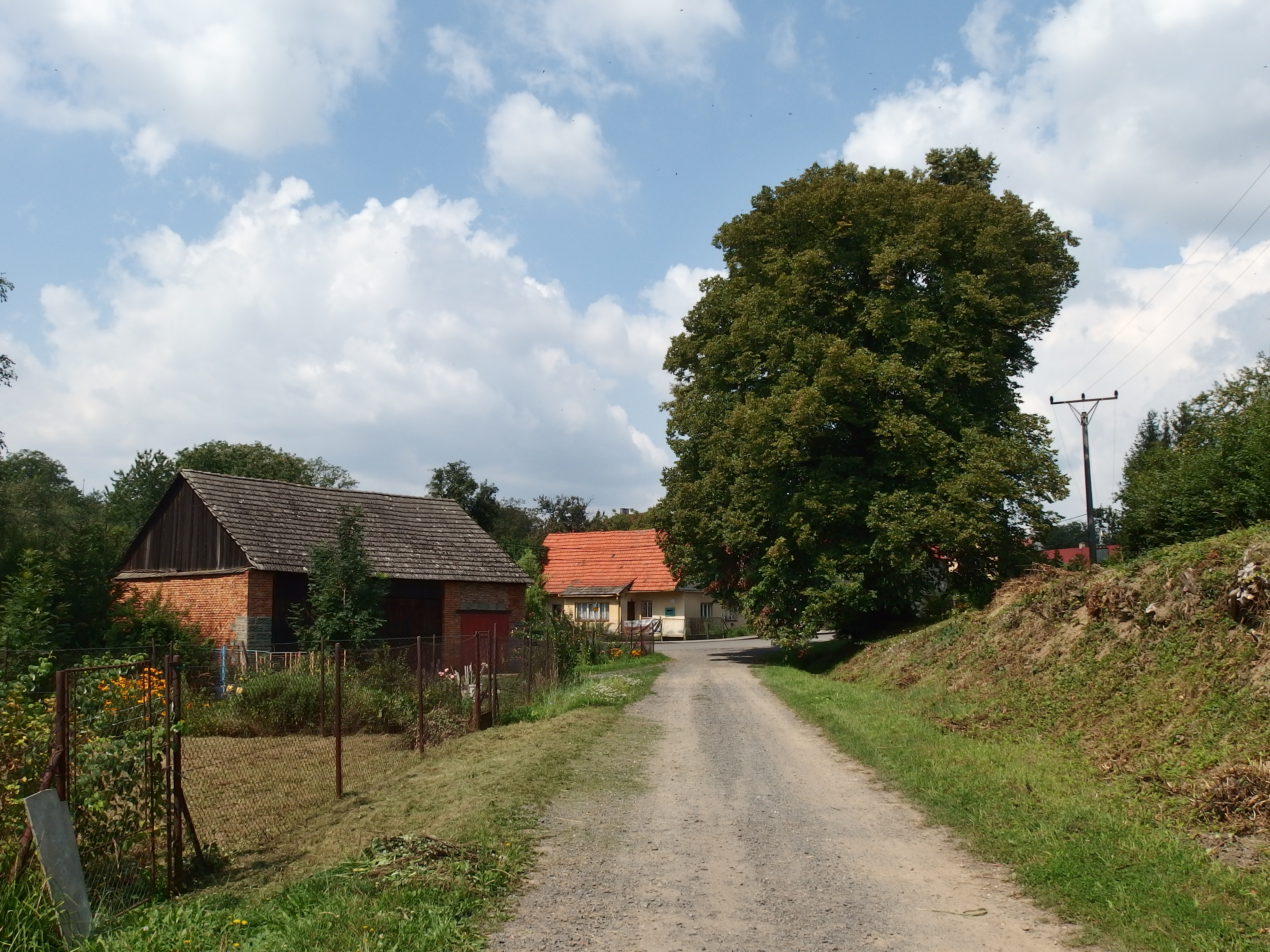
Rouské lípy
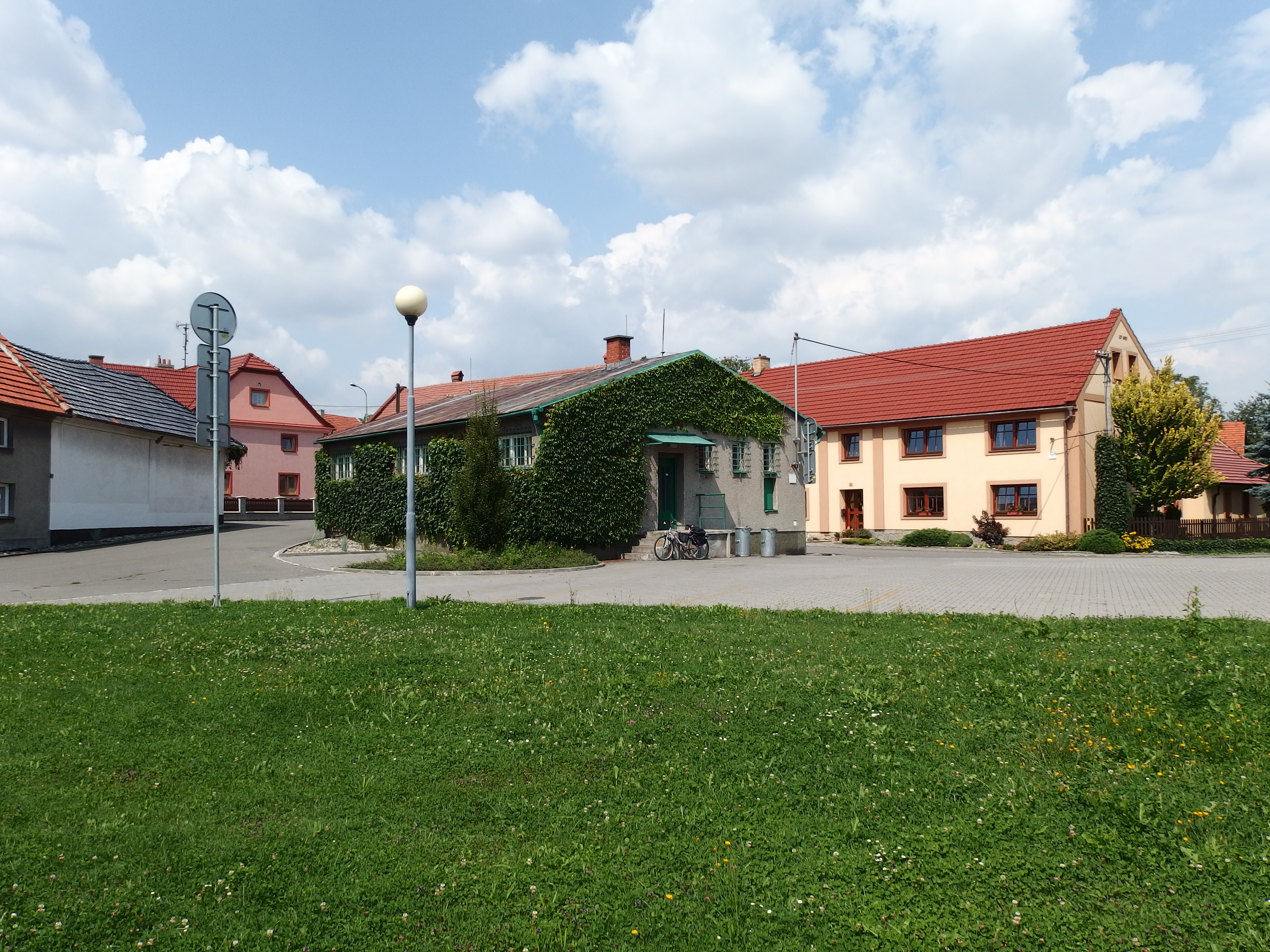
Náves
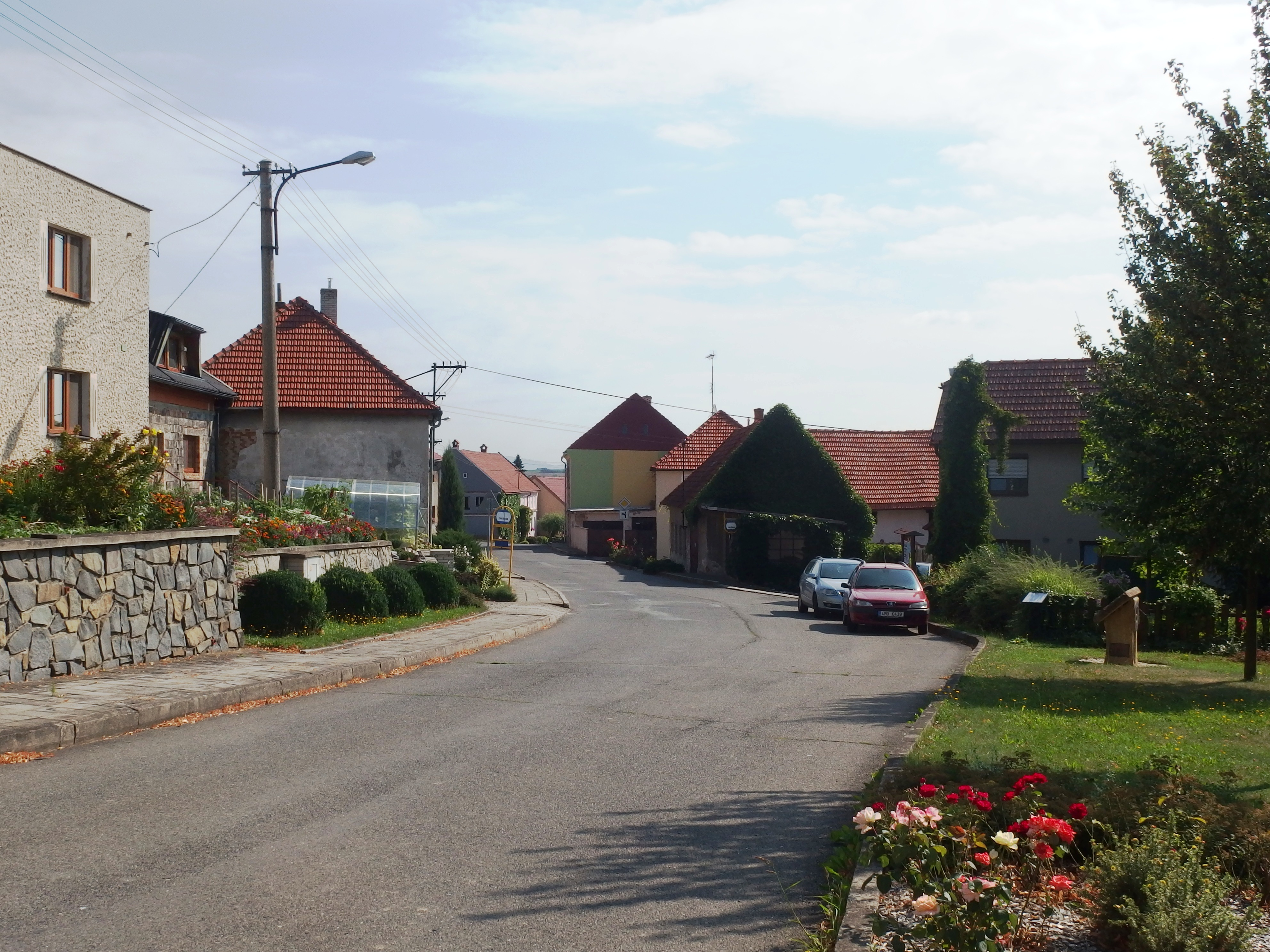
Ulice
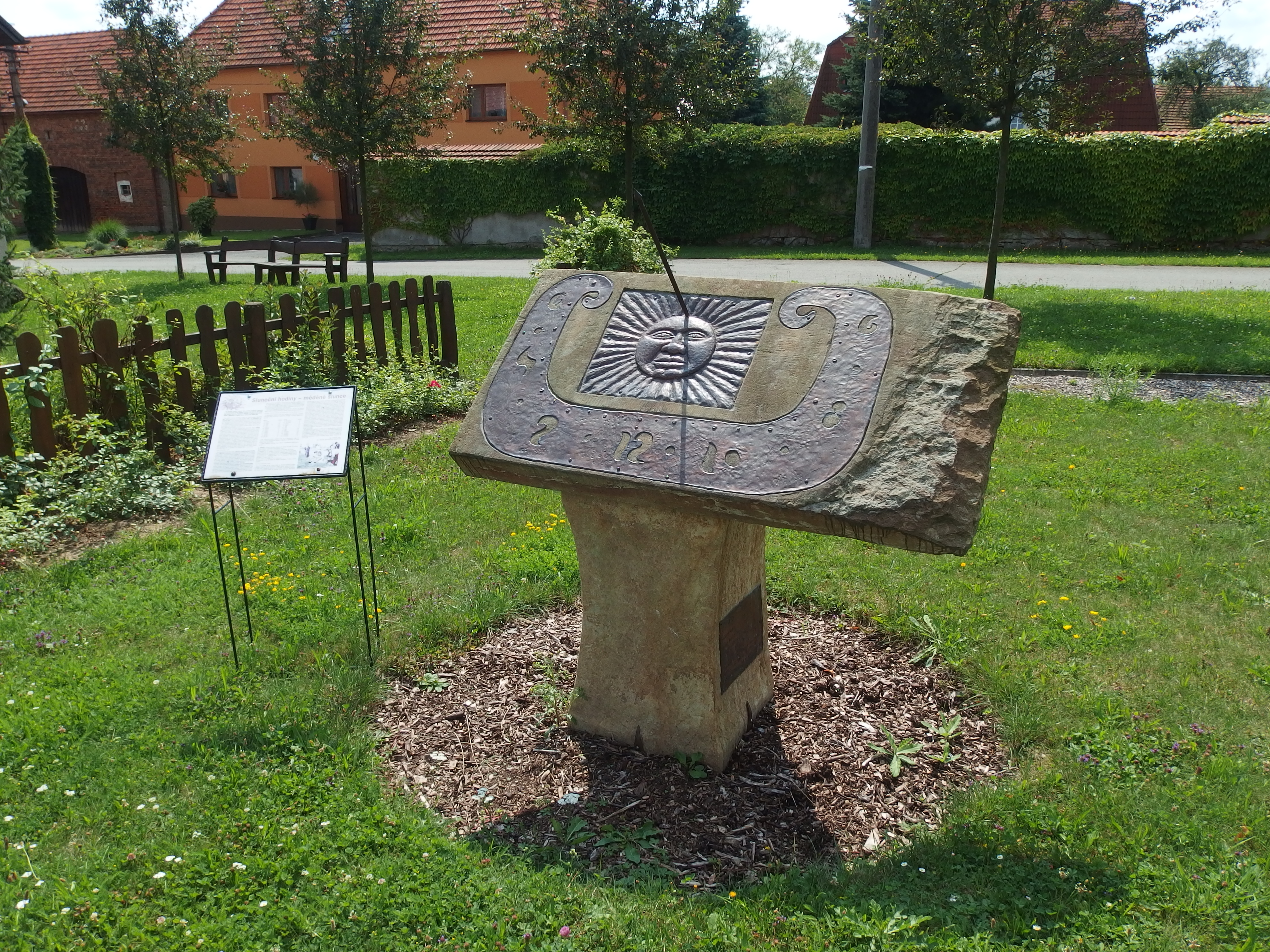
Sluneční hodiny
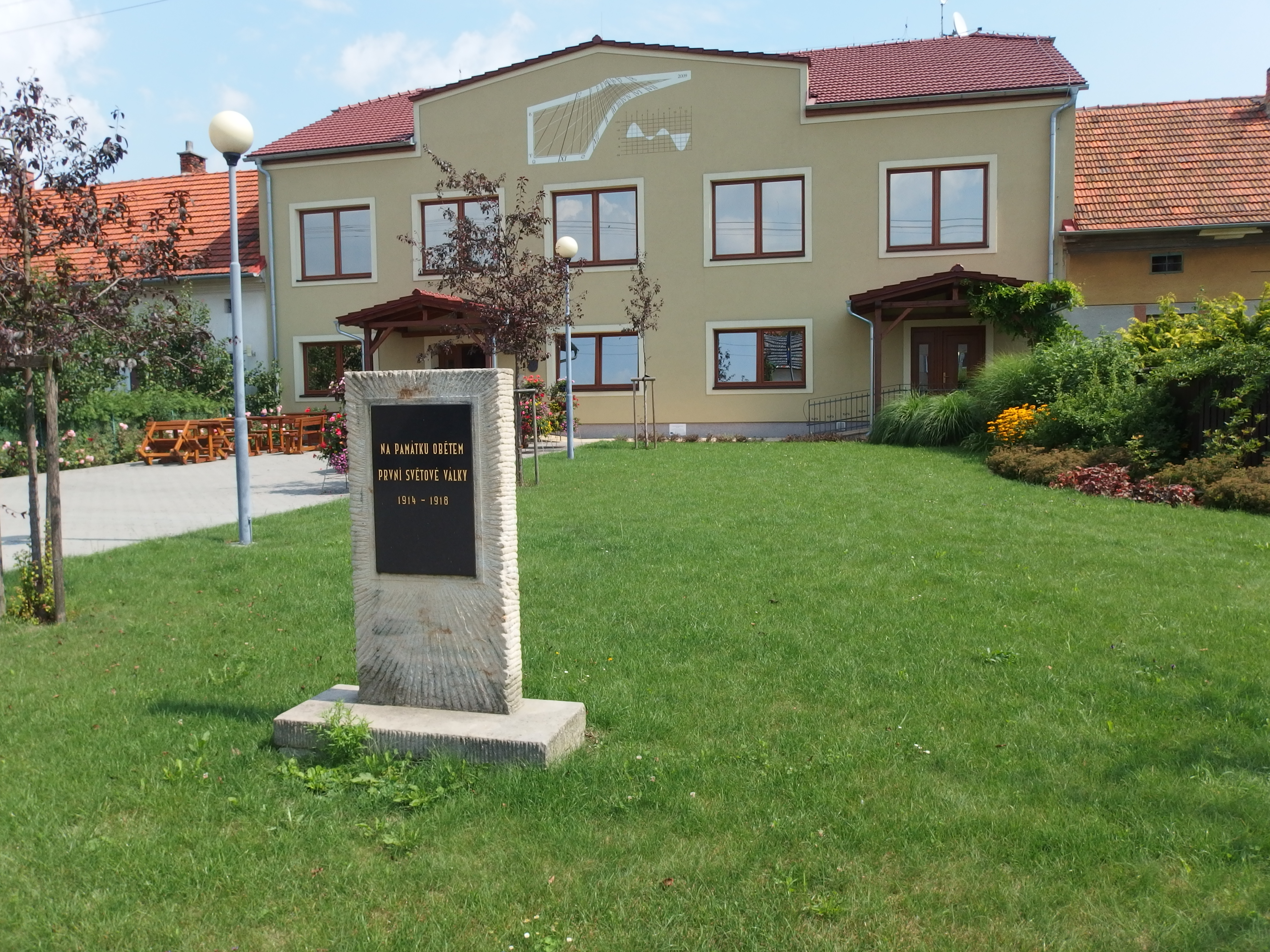
Pomník
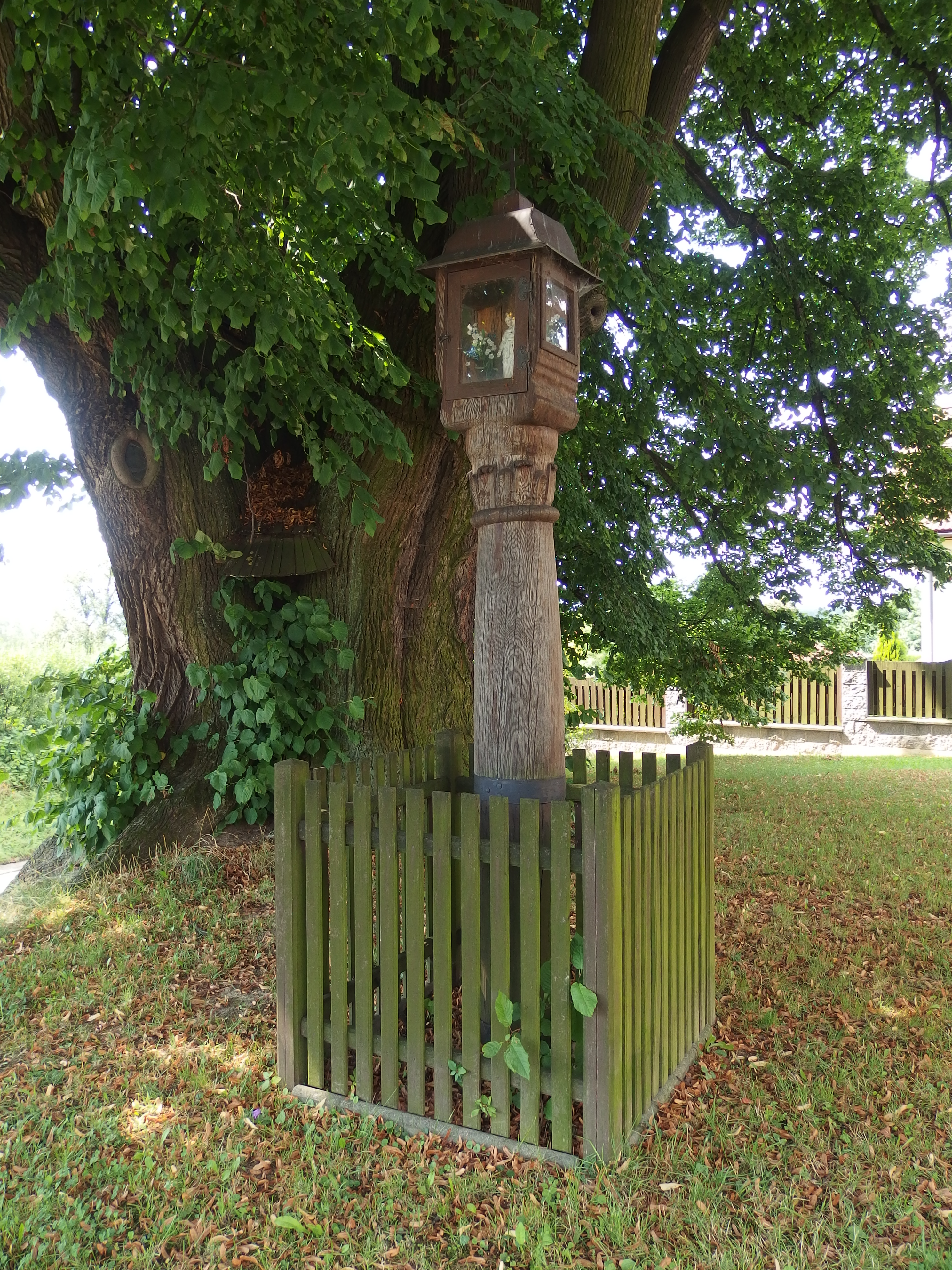
Boží muka
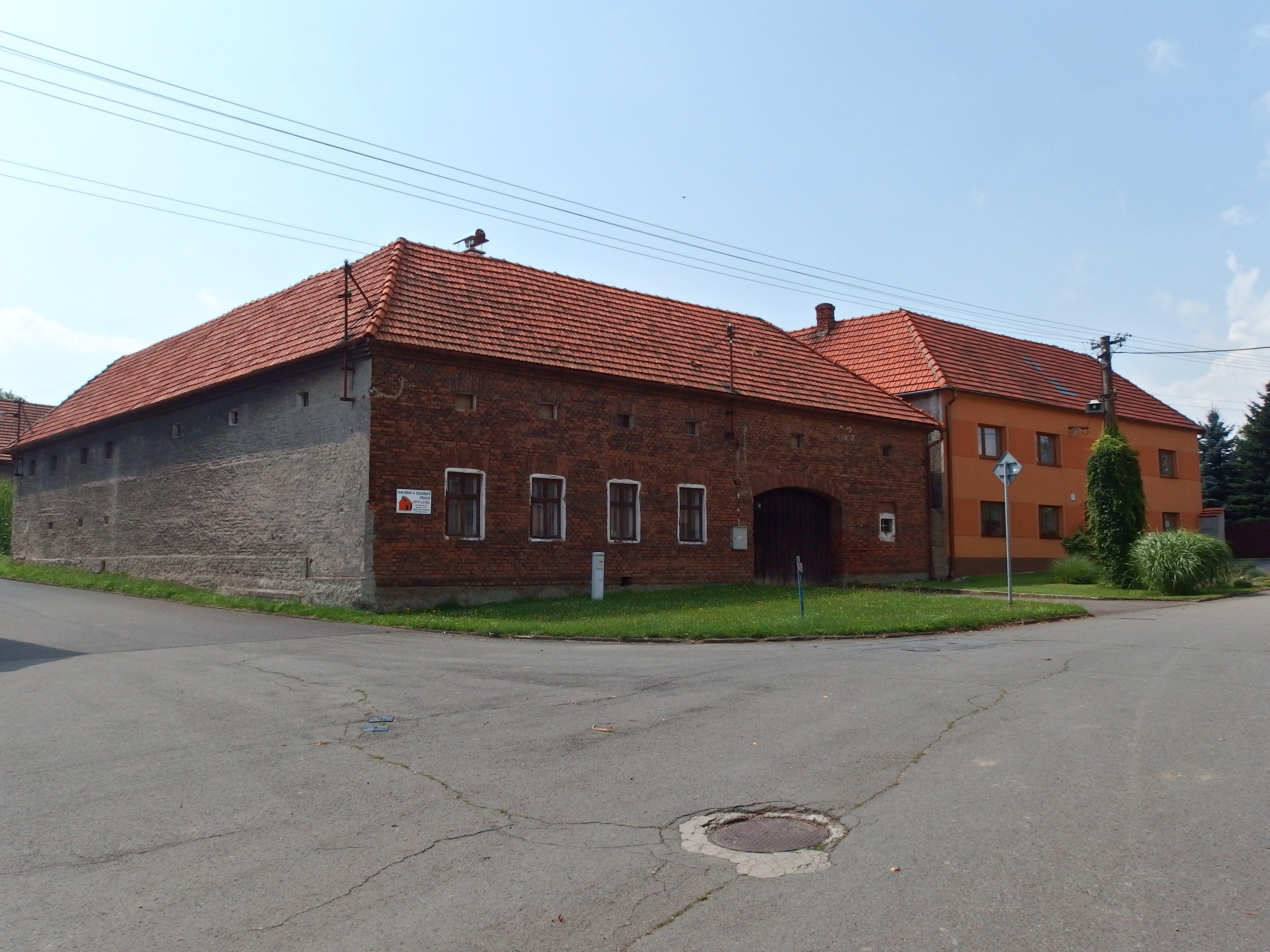
Stavení čp. 37
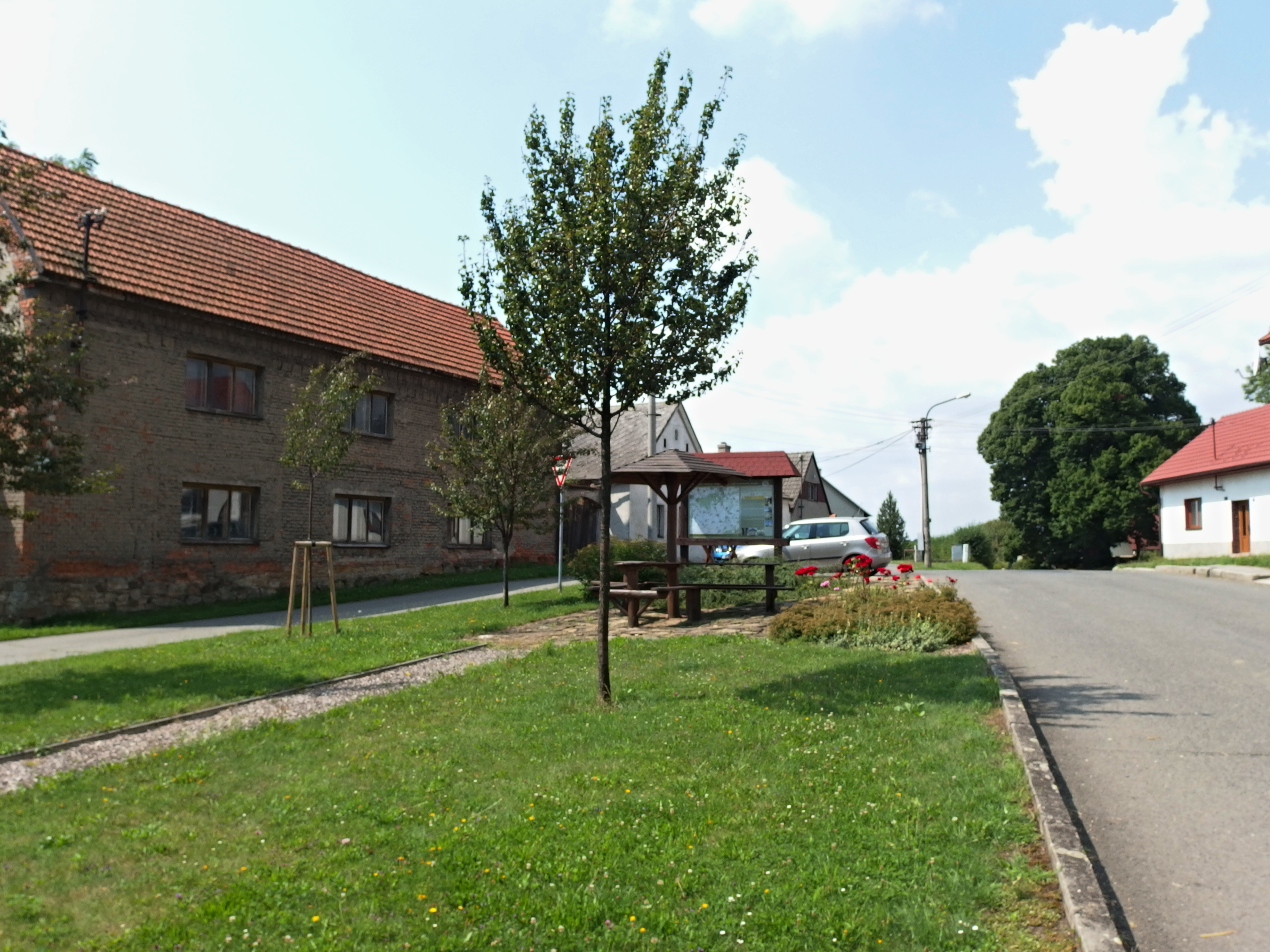
Park